# Ermitage Notre-Dame-du-Coral
L'ermitage Notre-Dame-du-Coral (en catalan, Nostra Senyora del Coral) est un ermitage des XVIIe et XVIIIe siècles, situé dans la commune de Prats-de-Mollo-la-Preste, dans le département français des Pyrénées-Orientales.
Il est inscrit monument historique depuis le 18 avril 1990.

## Situation
L'ermitage Notre-Dame-du-Coral est situé dans la partie sud de la commune de Prats-de-Mollo-la-Preste et à l'est du col d'Ares, à une altitude de 1 091 mètres. Un gite d'étape est situé à proximité. L'ermitage est entouré par le Puig de las Coubines (1 253 mètres)  au nord-est et El Tossal (1 281 mètres) au sud-ouest. Par sa position, c'est l'ermitage le plus méridional de la France continentale.

## Toponymie
Quelques remarques liminaires sur les toponymies dans les Pyrénées Orientales. Ce n'est qu'en 1659-1660 que le Roussillon est rattaché au royaume de France (traité des Pyrénées). Jusqu'à cette date, la plupart des noms de lieux sont énoncés et écrits en catalan. Cela est source de nombreuses corruptions lors de la transposition de l'énoncé catalan en français écrit. De plus au moyen-âge le privilège de la langue écrite est réservé essentiellement au clergé et à la noblesse.
Donc au XIIIe siècle, en 1267, la chapelle bénéficie d'une donation testamentaire de 10 sous de la part de Guillaume Hugues de Serralonga, partant en croisade.Il est dénommé dans ce document écrit Sainte Marie du Corál.
En juillet 1348, nouvelle donation de 12 deniers à Santa Maria de Corallo duodécim denarios.
En catalan, coral a plusieurs acceptions.
coral1 adj. qui vient du cœur, cher(e), cordial.
coral2 relatif au chœur ...
coral3 corail
En latin, corallum,i désigne le corail. Ici en ablatif corallo comme le commande la préposition "de". Ce qui n'est pas invraisemblable lorsque l'on connaît la signification du corail dans le symbolisme chrétien : symbole du sang du Christ et de la Rédemption et plus largement de la mort et de la souffrance humaine de Jésus, nécessaires afin de purifier l'humanité entière du péché et de lui offrir l'espoir d'un nouveau salut.
Pour confirmer cette allusion au corail, l'article du Département de Pyrénées Orientales indique : « Sinon, le vieux français "Cœur de chêne" se disait autrefois "Coral". Mais l'origine la plus probable serait la traduction de "el terrer rog de Corall" signifiant "la terre rouge de Corail". »
En 1375, on retrouve la dénomination Corallo. (ibid.)
En 1657, Narcís Camós publie Jardín de María, plantado en el Principado de Catalunya (en espagnol). Il cite le Coral, et indique comme étymologie du nom(p.341) "s'appelle Coral non seulement parce qu'elle a été découverte dans le cœur d'un chêne,... mais parce qu'elle représente le cœur ardent avec l'amour de l'esprit saint...".
Joseph Gibrat, déjà cité, est moins disert : "le plateau gazonné qui s’étend au sommet de la colline élevée : celle-ci, évidemment, a donné son nom à l’ermitage, Ker, rocher, colline, monticule, alt, haut, élevé."
Actuellement, la notice en catalan de l'ermitage indique une autre étymologie dont elle dit avoir tiré la source de l'ouvrage de Camos : ... viendrait du latin Corum Altum  qui a donné Cor Alt, et ensuite Corál.
L'église est déjà mentionnée au XIVe siècle (S. Maria de Corallo). Au XVIIe siècle on trouve le nom de Hermita de N.S. del Coral.
L'ermitage est donc parfois aussi nommé Sainte-Marie-du-Coral. Son nom en catalan est Nostra Senyora del Coral ou del Corral. L'encyclopédie catalane l'appelle Mare de Déu del Coral.
Le qualificatif de Coral vient sans doute de la proximité d'un enclos d'une ferme, déjà mentionnée au Xe siècle, la Villa Avellanedello.
D'autres ouvrages évoquent le sujet, en particulier : Abbé Moli - Récit historique de Notre-Dame-du-Coral, Perpignan, 1871.

## Histoire
La tradition attribue à un berger la découverte d'une Vierge dans un chêne des environs.
La chapelle actuelle est construite au XVIIe siècle, la clef de voûte indiquant la date de 1690. Les escaliers latéraux sont rajoutés en 1842 et 1868. Le clocher-mur contient deux cloches datées de 1714 et 1766. L'ensemble a été restauré en 1986.
En juin 1859, une météorite de plus de 12 kilogrammes tombe à proximité de l'ermitage, sans faire de dégâts.

## Architecture
L'ensemble de l'ermitage est constitué de plusieurs bâtiments. La chapelle est à nef unique, avec en fond une sorte de chapelle haute, à laquelle on accède par deux escaliers, et constituant la chambre de la Vierge.

## Mobilier
L'ermitage contient notamment une Vierge du XIIIe siècle, objet du pèlerinage, un Christ en majesté du XVIIIe siècle et des retables du Christ et de Saint Isidore datés de 1868.

## Culte
L'ermitage est un lieu de pèlerinage chaque année à la date du 16 août,.

## Liens
Gîte Etape Notre Dame du Coral